# HIP 70849
HIP 70849 — одиночная звезда в созвездии Волка на расстоянии приблизительно 79 световых лет (около 24,1 парсек) от Солнца. Видимая звёздная величина звезды — +10,475m. Возраст звезды определён как около 3 млрд лет.
Вокруг звезды обращается, как минимум, одна планета.

## Характеристики
HIP 70849 — оранжевый карлик спектрального класса K7V, или M0. Масса — около 0,647 солнечной, радиус — около 0,633 солнечного, светимость — около 0,09 солнечной. Эффективная температура — около 3721 K.

## Планетная система
В 2009 году группой астрономов у звезды обнаружена планета HIP 70849 b.
В 2019 году учёными, анализирующими данные проектов HIPPARCOS и Gaia, у звезды обнаружена планета HIP 70849 c.